# Petit Biscuit
Mehdi Benjelloun (10 de noviembre de 1999), conocido por su nombre artístico Petit Biscuit (pronunciación en francés: /pəti biskɥi/), es un DJ y productor musical franco-marroquí. Forma parte del dúo indie pop Mount Dreams con su amigo Romain Bauthier, conocido como Luuul.

## Primeros años
Hijo de padre marroquí y de madre francesa.
Mehdi aprendió a tocar instrumentos como el piano, el violonchelo y la guitarra, pero prefirió los sonidos electro house ya que podía producir "combinaciones ilimitadas de música". Sus primeros intereses e inspiraciones musicales incluyeron música electrónica y clásica . Benjelloun era un estudiante regular de secundaria que equilibraba el trabajo escolar de día y la música de noche. Se dice que el nombre "Petit Biscuit" proviene de su amor por los pasteles franceses que haría su abuela. Al darle el más pequeño de cada lote, su abuela y su novia en ese momento le daban palmaditas en la cabeza y le decían: "Te amo, mi pequeño bizcocho". 
En julio de 2017, se graduó de la escuela secundaria, con una mención de Baccalauréat Scientifique très bien. A partir de septiembre de 2017, comenzó a estudiar en la Universidad Paris-Dauphine y dejó la universidad para centrarse más en la música en marzo de 2018.

## Carrera
El 18 de mayo de 2015, Biscuit lanzó su sencillo debut "Alone". Lanzó el sencillo "Sunset Lover" el 15 de junio de 2015 como el sencillo principal de su epónimo EP. "You", "Palms", "Night Trouble", "Midnight Sky" y "Memories" fueron lanzados como singles promocionales el 15 de junio de 2015. Lanzó el sencillo "Oceans" el 22 de julio de 2015. Lanzó su EP epónimo, Petit Biscuit, el 13 de mayo de 2016.

## Discografía

### Álbumes
| Título   | Detalles                                                                                          | Posiciones máximas de la tabla | Posiciones máximas de la tabla | Posiciones máximas de la tabla |
| Título   | Detalles                                                                                          | FRA                            | BEL (WASHINGTON)               | SWI                            |
| -------- | ------------------------------------------------------------------------------------------------- | ------------------------------ | ------------------------------ | ------------------------------ |
| Presence | - Publicado: 10 de noviembre de 2017 - Sello: Petit Biscuit Music - Formato: descarga digital, CD | 21                             | 35                             | 72                             |

### Extended plays
| Título        | Detalles                                                                                | Posiciones máximas de la tabla |
| Título        | Detalles                                                                                | FRA                            |
| ------------- | --------------------------------------------------------------------------------------- | ------------------------------ |
| Petit Biscuit | - Publicado: 13 de mayo de 2016 - Etiqueta: autoeditado - Formato: descarga digital, CD | 56                             |

### Sencillos

#### Como artista principal
| "City Lights"                                                | 2014 | -   | -  | -  | -  | -  | -  | -  | Svmmer Svn vol. 2             |
| "Alone"                                                      | 2015 | -   | -  | -  | -  | -  | -  | -  | Desconocido                   |
| "Sunset Lover"                                               | 2015 | 6   | 73 | 7  | 80 | 66 | 44 | 13 | Petit Biscuit EP and Presence |
| "Oceans"                                                     | 2015 | —   | —  | —  | —  | —  | —  | —  | Presence                      |
| "Gravitation" (con Møme featuring Isaac Delusion)            | 2017 | 24  | —  | —  | —  | —  | —  | —  | Presence                      |
| "Waterfall" (con Panama)                                     | 2017 | 147 | —  | —  | —  | —  | —  | 40 | Presence                      |
| "Problems" (featuring Lido)                                  | 2018 | —   | —  | —  | —  | —  | —  | 49 | Presence                      |
| "Demain" (featuring Bigflo & Oli)                            | 2018 | 5   | —  | 96 | —  | —  | 91 | —  | Desconocido                   |
| "Wake Up" (featuring Bipolar Sunshine and Cautious Clay)     | 2018 | —   | —  | —  | —  | —  | —  | —  | Presence                      |
| "Suffer Safe"                                                | 2018 | —   | —  | —  | —  | —  | —  | —  | Desconocido                   |
| "Wide Awake"                                                 | 2019 | —   | —  | —  | —  | —  | —  | —  | Desconocido                   |
| "We Were Young" (con JP Cooper)                              | 2019 | 162 | —  | —  | —  | —  | —  | 43 | Desconocido                   |
| "—" denotes a single that did not chart or was not released. |      |     |    |    |    |    |    |    |                               |

### Otras canciones trazadas
| Título    | Año  | Posiciones máximas de la tabla | Álbum         |
| Título    | Año  | FRA                            | Álbum         |
| --------- | ---- | ------------------------------ | ------------- |
| "Iceland" | 2017 | 68                             | Petit Biscuit |